# مجموعه راه و پل و کاروانسرای دو پلان
مجموعه راه و پل و کاروانسرای دو پلان مربوط به سده‌های اولیه دوران‌های تاریخی پس از اسلام است و در شهرستان اردل، بخش مرکزی، دهستان مشایخ، غرب روستای دوپلان واقع شده و این اثر در تاریخ ۱۲ شهریور ۱۳۸۶ با شمارهٔ ثبت ۱۹۴۸۲ به‌عنوان یکی از آثار ملی ایران به ثبت رسیده است.